# 第四届全国人民代表大会常务委员会
第四届全国人民代表大会常务委员会委员长、副委员长、秘书长和委员由第四届全国人民代表大会第一次会议于1975年1月17日选出。共有168名组成人员，其中委员长1名，副委员长22名，秘书长1名，委员144名。任期由1975年1月至1978年3月，期間共召開4次會議。常委會组成情况如下：

## 组成人员
- 委员长（1人）：朱德
  - 1976年7月6日，朱德逝世。

- 副委员长（初22人）：董必武、宋庆龄（女）、康生、刘伯承、吴德、韦国清、赛福鼎、郭沫若、徐向前、聂荣臻、陈云、谭震林、李井泉、张鼎丞、蔡畅（女）、乌兰夫、阿沛·阿旺晋美、周建人、许德珩、胡厥文、李素文（女）姚连蔚。
其中2人任内逝世；后补选1人：
  1. 1975年4月2日，董必武逝世。
  2. 1975年12月16日，康生逝世。

  - 1976年12月2日第四届全国人大常委会第三次会议补选：邓颖超（女）为副委员长。

- 秘书长（1人）：姬鹏飞

- 委员（144人，按姓名笔划排列）：
千比、马成杰、马纯古、马学礼、马恒昌、王世泰、王世惠、王观澜、王克强、王秀珍（女）、王作山、王冶秋、王茂全、王淦昌、王景升、王道义、王耀花（女）、邓初民、邓颖超（女）、区棠亮（女）、贝时璋、牛发和、毛迪秋、巴桑（女）、甘祖昌、龙梅（女）、史良（女）、白寿彝、白迪·海山、朴春子（女）、吕玉兰（女）、吕正操、吕美英（女）、刘大年、刘文辉、刘斐、江礼银、朱克家、朱良才、朱蕴山、伍修权、许存贵、华罗庚、庄希泉、孙玉国、严济慈、克尤木·买提尼牙孜、杨东莼、杨坡兰（女）、杨佩莲（女）、杨荣国、肖劲光、吴从树、吴玉英（女）、吴先锋、吴有训、吴冷西、吴承清、吴德峰、吴耀宗、沙千里、沙马力汗（女）、陈玉娘（女）、陈此生、陈阿大、陈奇涵、陈逸松、陈望道、陈淑清（女）、李凤兰（女）、李世荣、李庆霖、李延禄、李金荣、李顺达、李聚奎、张文裕、张世忠、张达志、张延成、张国清（女）、张洪池、张桂珍（女）、张铁生、张福财、武新宇、茅以升、林巧稚（女）、林丽韫（女）、岩帅、罗叔章（女）、季方、金秀清、金祖敏、周世钊、周叔弢、周锡林、周慧芬（女）、宝日勒岱（女）、赵忠尧、赵俊祯（女）、荣毅仁、胡子昂、胡绳、胡愈之、侯隽（女）、俞霭峰（女）、姚士昌、晋桂香（女）、夏菊花（女）、殷诚忠、郭宏杰、郭映福、唐克碧（女）、唐岐山、浩亮、诸惠芬（女）、陶峙岳、姬鹏飞、黄作勤、曹轶欧（女）、崔海龙、康克清（女）、梁必业、梁吉泉、彭绍辉、董天祯、董加耕、董其武、粟裕、傅玉芳（女）、傅秋涛、童第周、曾生、曾志（女）、谢静宜（女）、错其（女）、解力夫、蔡树梅（女）、廖承志、樊德玲、薛清泉、薛喜梅（女）、魏秉奎

## 其他工作人员
- 副秘书长：
  - 1975年3月17日-3月18日第四届全国人民代表大会常务委员会第二次会议通过：罗青长、武新宇、李金德、沙千里[2]